# Rood!
Rood! was een Vlaamse socialistische politieke beweging en -partij, opgericht te Antwerpen. Voorzitter was Erik De Bruyn.
De ondertitel van de partijnaam was "De Socialisten".

## Geschiedenis
Rood! is ontstaan uit sp.a rood, de linkse tendens binnen de Vlaamse politieke partij sp.a, nadat Erik De Bruyn op 24 april 2011 besloot om uit die partij te stappen. De beweging (sp.a rood t.v.d.) was ontstaan uit protest tegen het Generatiepact dat de sp.a mee had uitgewerkt.
In 2012 nam Rood! deel aan de Belgische gemeente-, districts- en provincieraadsverkiezingen in verschillende steden en gemeenten waaronder Antwerpen, Gent, Aalst, Heist-op-den-Berg, Niel en Edegem. In deze laatste gemeente kwam men op onder de naam democratiEdegem. Op verschillende van deze plaatsen werd er samengewerkt met de LSP en/of de SAP.
Medio 2013 besloot De Bruyn te stoppen met politiek, na onder meer tegenvallende verkiezingsresultaten.

## Bekende (voormalige) leden
- Erik De Bruyn, voorzitter
- Frank Bayens, districtsschepen te Merksem
- Dirk Geukens, voormalig gemeenteraadslid te Heist-op-den-Berg